# Molesmes
Molesmes era un comune francese di 175 abitanti situato nel dipartimento della Yonne nella regione della Borgogna-Franca Contea. Dal 1º gennaio 2017 è divenuto comune delegato del nuovo comune di Hauts de Forterre nato dalla fusione con Taingy e Fontenailles.

## Società

### Evoluzione demografica
Abitanti censiti